# Râul Alunul Mare
Râul Alunul Mare (numit și Valea Seacă) este un râu afluent al Someșului Cald. 